# Cosa giudicata
Giudicato o cosa giudicata (dal latino res iudicata) è l'effetto che, in un procedimento giudiziario, discende dalla preesistenza di una sentenza recante un accertamento definitivo sullo stesso oggetto: questo effetto di impedimento si traduce in rispetto e subordinazione a quanto già deciso in un precedente processo. Nel diritto processuale italiano, indica un provvedimento giurisdizionale divenuto ormai irrevocabile, ossia non più assoggettabile ai mezzi di impugnazione ordinari, o perché siano già decorsi i termini per impugnare o perché siano già stati esperiti tutti i mezzi d'impugnazione previsti.

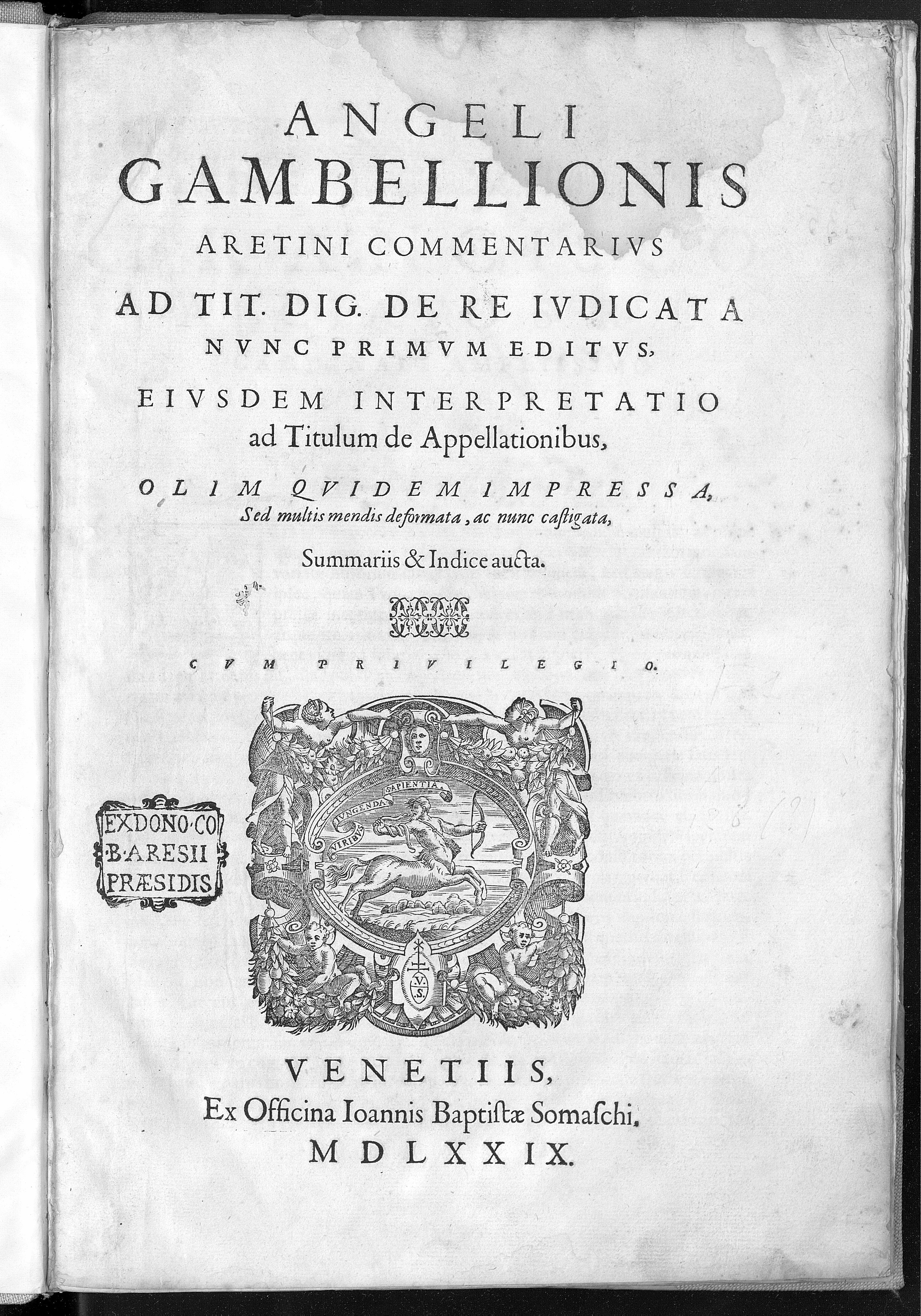
Angelo Gambiglioni, De re iudicata, 1579

## Definizione
Un provvedimento passato in giudicato è contraddistinto dall'incontrovertibilità della cosa giudicata: nessun giudice può pronunciarsi nuovamente su quel diritto sul quale è già intervenuta una pronuncia che abbia esaurito la serie dei possibili riesami (principio del ne bis in idem); questo esaurimento si verifica sia nel caso in cui i diversi gradi di giurisdizione si siano effettivamente svolti, sia nel caso in cui si sia rinunciato ad essi.
La caratteristica strutturale dell'attività giurisdizionale di cognizione è data dall'essere strutturata in modo tale da concludersi in una pronuncia, assoggettata ad una serie limitata di riesami del giudizio o mezzi di impugnazione, il cui esaurimento dà luogo all'incontrovertibilità propria della cosa giudicata.
L'incontrovertibilità del giudicato è di tipo relativo, in quanto esistono dei mezzi d'impugnazione straordinari sia in diritto processuale penale (revisione) che civile (revocazione e opposizione di terzo).
Una sentenza si dice passata in giudicato quando è cosa giudicata, cioè quando è "spirato" (trascorso) il tempo utile per poter essere impugnata, di norma sei mesi dalla pubblicazione (per i giudizi instaurati successivamente al 4-7-2009; prima della L. 69/2009 il tempo era di un anno) senza che l'impugnazione (per esempio presentazione d'appello o ricorso in Cassazione) sia stata presentata. Da tale data la sentenza medesima acquisisce efficacia definitiva.
Per scelta del Giudice, in casi particolari d'urgenza alcune sentenze possono essere emesse con "immediata" efficacia esecutiva; possono essere impugnate ugualmente ma la loro efficacia deve essere revocata dal Giudice superiore perché le cose tornino alla situazione precedente.

### Ne bis in idem
Il principio del ne bis in idem (dal latino letteralmente "Non due volte nello stesso") è fortemente correlato al giudicato. Cardine essenziale di questo principio è la certezza del diritto e dei provvedimenti emessi dagli organi giurisdizionali. In ambito penale questo principio si riflette anche sulla possibilità di evitare persecuzioni eccessive nei confronti di soggetti prosciolti o condannati.

## Dottrina
Ci sono state diverse posizioni sulla natura dell'autorità di cosa giudicata: si tratta di dottrine giuridiche che, in generale, sono considerate compatibili e complementari.
Per Ulpiano la cosa giudicata era un dato naturale, mentre per Savigny era una fictio giuridica che proteggeva le sentenze definitive. Attraverso questo approccio, Savigny avvertiva che nel giudizio si può trovare solo una verità soggettiva ma non oggettiva, poiché l'elemento di pura verità è impossibile da conseguire (a causa dei limiti alla certezza umana che si ha sugli eventi accaduti). 
Secondo Pothier, il contenuto del principio è una presunzione di verità: contrariamente a Savigny, Pothier legge la cosa giudicata secondo i criteri della presunzione iure et de jure e iuris tantum e tale lettura si riscontra prevalentemente nei sistemi francese e spagnolo. Per la dottrina tedesca si tratta invece di una dichiarazione di certezza dal carattere indiscutibile e, per quella italiana, di una declaratoria imperativa ed effettiva, dotata di tre caratteristiche: incontestabilità, immutabilità ed esecutività.

## Tipologia
La dottrina iberoamericana (es. Eduardo Juan Couture Etcheverry) indica che, affinché l'eccezione passata in giudicato sia ammissibile, è necessario che, in entrambi i processi, ci siano tre requisiti comuni:
- Identità della persona (eaedem personae): deve essere lo stesso attore e imputato, legalmente parlando. Per stabilire questo requisito, Eduardo Couture ha sottolineato che devono essere considerati tre principi: identità giuridica (l'identità di natura giuridica e non fisica), successione (si applica anche ai successori di titolo di una persona) e rappresentanza (si considera la possibilità di agire per conto di un altro)[2].
- Identità della cosa richiesta (eadem res): l'oggetto o il beneficio legale richiesto (non l'oggetto materiale) deve essere lo stesso; in altre parole, deve esserci medesimezza in ciò che viene affermato.
- Identità della causa della richiesta (eadem causa petendi): il fatto giuridico o materiale che funge da base per il diritto rivendicato deve essere lo stesso; in altre parole, coincide il perché viene affermato un fatto.

Alcune sottocategorie possono invece essere modulate diversamente, rapportando la dottrina della cosa giudicata ai seguenti limiti:
- Limite soggettivo (soggetti): è necessaria l'identità dei soggetti, cioè che siano gli stessi nella causa precedente e successiva. Si richiederebbe cioè identità fisica e giuridica, ma in alcune occasioni questa è attenuata, essendo sufficiente l'identità giuridica (stessa qualità giuridica). Eccezionalmente, questo limite non è presente, nel caso della cosa giudicata generale (che opera nei confronti di tutti i tipi di persone).
- Limite oggettivo (oggetto): è necessario che entrambi i contenziosi abbiano lo stesso oggetto processuale. Ci sarà un'identità oggettiva di fronte alla stessa rivendicazione procedurale, che comprende tre caratteri: i soggetti; l'oggetto (bene materiale o immateriale) su cui ricade il credito; il titolo o la pretesa, delimitata dai fatti invocati.
- Attività in cui consiste la pronuncia: è necessario che la modificazione della realtà, che essa determina, sia la stessa. Tale attività comprende tre dimensioni: il luogo, normalmente solo il territorio nazionale (salvo l'omologazione delle decisioni straniere tramite exequatur); il tempo, cioè le circostanze temporanee che hanno accompagnato e prodotto la decisione; la forma, cioè solo la pronuncia che integra il dispositivo della sentenza[3] e non le sue motivazioni[4].

## Diritto processuale italiano

### Il giudicato civile
Nel codice di procedura civile italiano viene espressa dall'art. 324 che contiene la regola del passaggio in giudicato della pronuncia. Questa norma è rubricata sotto il titolo "cosa giudicata formale", in contrapposizione a "sostanziale", ed equivale a processuale.
Naturalmente in relazione alla funzione sostanziale della cognizione, la cosa giudicata sostanziale è disciplinata tra i diritti sostanziali ossia nel codice civile all'art. 2909, il quale enuncia che l'accertamento passato in giudicato fa stato tra le parti, loro eredi ed aventi causa. La conseguenza è che tale fare stato è reso conforme al risultato incontrovertibile dell'accertamento, salve le conseguenze di eventuali fatti successivi (jus superveniens).

### Il giudicato penale
Il passaggio in "giudicato" di una sentenza penale è quella situazione di definitività della pronuncia stessa che segue all'inesperibilità avverso quel provvedimento di alcun mezzo di gravame; ciò avviene per esaurimento delle impugnazioni possibili ovvero per decadenza dalle stesse.
Prima del giudicato, l'applicazione di misure coercitive nei confronti dell'imputato può avvenire soltanto a titolo di misura cautelare, entro i limiti ed alle condizioni in cui esse sono previste dal codice di procedura penale.
Il giudicato penale tuttavia è flessibile: vi sono infatti alcuni mezzi d'impugnazione straordinari appositamente predisposti in via eccezionale per permettere un nuovo giudizio sul fatto. Ci si riferisce alla revisione e alla revoca della sentenza di non luogo a procedere. In questi casi si deroga di fatto al disposto del divieto di bis in idem indicato nell'art 649 c.p.p.
Il giudicato determina l'"irrevocabilità" della sentenza e, dunque, del suo contenuto e crea un effetto preclusivo, di carattere soggettivo, verso quel soggetto "già giudicato" e quindi non più sottoponibile a processo per il medesimo fatto (ne bis in idem) (cfr. 648 e 649 c.p.p.).

#### Esecuzione
Dal giudicato nasce la cosiddetta esecutività delle pronunce, e cioè, in caso di condanna, l'espiazione della pena inflitta.
Colui che cura l'esecuzione dei provvedimenti definitivi è il Pubblico Ministero presso il Giudice che ha reso la pronuncia. Il P.M., in particolare, nelle ipotesi in cui la condanna riguardi una pena detentiva emette un ordine di esecuzione ordinando la carcerazione del condannato.
Merita menzione il caso Dorigo, in cui una sentenza definitiva emessa dalla Cassazione, benché inoppugnabile, è divenuta ineseguibile in seguito a un pronunciamento della Corte europea dei diritti dell'uomo, che ha individuato la violazione della CEDU.